# 이유선
이유선(李裕善, 1903년 11월 14일 ~ 1974년 7월 4일)은 대한민국의 정치인이다. 제12·13·14·15대 국회의원을 역임한 (주)선광/선명그룹 명예회장 심정구(沈晶求)의 장인이다. 

## 이력
경기도 부평군에서 출생한 그는 제헌 국회의원을 역임하였다.

## 약력
- 부천군 구산진영학원설립
- 청년동지회조직,회장
- 성서조선역사와민족잡지발간과강연관계로투옥
- 소사읍치안위원회부위원장
- 대한독립촉성청년연맹조직
- 대한독립촉성국민회경기도부지부장,중앙상무위원
- 부천물자운영조합장
- 대한민족청년단부천군갑구단부명예단장
- 조선방직 전무
- 대한군경회 원호부장
- 동양방직 이사

## 역대 선거 결과
|  | 44.79% |

|  | 23.61% |

|  | 10.63% |

## 참고 자료
- 《대한민국 의정총람》, 국회의원총람발간위원회, 1994년